# Torneio de Verão de Ciclismo
Le Torneio de Verão de Ciclismo est une course cycliste par étapes disputée en février au sein de la région métropolitaine de la Baixada Santista, dans l'État de São Paulo. Créée en 1987, elle fait partie du calendrier national de la Confédération brésilienne de cyclisme. 

## Palmarès

### Élites Hommes
| Année | Vainqueur                | Deuxième          | Troisième          |
| ----- | ------------------------ | ----------------- | ------------------ |
| 1987  | Cássio Freitas           |                   |                    |
| 1988  | Wanderley Magalhães (pt) |                   |                    |
| 1989  | Wanderley Magalhães (pt) |                   |                    |
| 1990  | Wanderley Magalhães (pt) |                   |                    |
| 1991  | Wanderley Magalhães (pt) |                   |                    |
| 1992  | Wanderley Magalhães (pt) |                   |                    |
| 1993  | ?                        | ?                 | ?                  |
| 1994  | Tonny Magalhães          |                   |                    |
| 1995  | ?                        | ?                 | ?                  |
| 1996  | Hernandes Quadri Júnior  |                   |                    |
| 1997  | Hernandes Quadri Júnior  |                   |                    |
| 1998  | Hernandes Quadri Júnior  |                   |                    |
| 1999  | Murilo Fischer           | Daniel Rogelin    |                    |
| 2000  | Luciano Pagliarini       | Daniel Rogelin    |                    |
| 2001  | Murilo Fischer           | Daniel Rogelin    | Antônio Nascimento |
| 2002  | Antônio Nascimento       | Daniel Rogelin    | Rodrigo Brito      |
| 2003  | Antônio Nascimento       | Rodrigo Brito     | Jean Coloca        |
| 2004  | Luis Amorim              | Marcos Novello    | Breno Sidoti       |
| 2005  | Leonardo Márquez         | Héctor Aguilar    | Rodrigo Brito      |
| 2006  | Roberson Silva           | William Alves     | Antônio Nascimento |
| 2007  | Nilceu dos Santos        | Armando Camargo   | Daniel Rogelin     |
| 2008  | Daniel Rogelin           | Bruno Tabanez     | Nilceu dos Santos  |
| 2009  | Nilceu dos Santos        | Bruno Tabanez     | Carlos França      |
| 2010  | Kléber Ramos             | Rodrigo Melo      | Fabiele Mota       |
| 2011  | Héctor Aguilar           | Nilceu dos Santos | Glauber Nascimento |
| 2012  | Francisco Chamorro       | Nilceu dos Santos | Glauber Nascimento |
| 2013  | Kléber Ramos             | João Gaspar       | Michel Fernández   |
| 2014  | Rodrigo Melo             | Michel Fernández  | Armando Camargo    |
| 2015  | Michel Fernández         | Joel Prado Júnior | Thiago Nardin      |
| 2016  | Gideoni Monteiro         | Franklin Almeida  | Maurício Knapp     |
| 2017  | Roberto Pinheiro         | Joel Prado Júnior | Armando Camargo    |
| 2018  | Kacio Freitas            | Rodrigo Melo      | Joel Prado Júnior  |
| 2019  | Joel Prado Júnior        | Cristian Egídio   | Armando Camargo    |
| 2020  | Rafael Braga             | Armando Camargo   | Felipe Marques     |
| 2021  | Pas organisé             | Pas organisé      | Pas organisé       |
| 2022  | Lauro Chaman             | Armando Camargo   | Maurício Knapp     |
| 2021  | Pas organisé             | Pas organisé      | Pas organisé       |
| 2024  | Armando Camargo          | Luan Rodrigues    | Pedro Oliveira     |

## Victoires par pays
| Victoires | Pays      |
| --------- | --------- |
| 29        | Brésil    |
| 2         | Uruguay   |
| 1         | Argentine |
| 1         | Cuba      |